# Dinh Thanh Long
Dinh Thanh Long es un deportista vietnamita que compitió en taekwondo. Ganó una medalla de bronce en el Campeonato Mundial de Taekwondo de 2005 en la categoría de –58 kg.

## Palmarés internacional
| Campeonato Mundial | Campeonato Mundial | Campeonato Mundial | Campeonato Mundial |
| Año                | Lugar              | Medalla            | Categoría          |
| ------------------ | ------------------ | ------------------ | ------------------ |
| 2005               | Madrid (España)    | Medalla de bronce  | –58 kg             |